# Charles Kaufman
Ne doit pas être confondu avec Charlie Kaufman.
Charles Kaufman, né le 20 octobre 1904 et mort le 2 mai 1991 est un réalisateur, producteur et scénariste américain.
Il est le frère du beaucoup plus célèbre Lloyd Kaufman, avec lequel il a travaillé sur quelques projets de la firme Troma Entertainment.

## Biographie
Charles Kaufman est né et a grandi à New York. Il a étudié le cinéma à l'université du Connecticut avant d'obtenir un master à l'UCLA. Il a ensuite écrit et produit des shows télé, et a travaillé en tant qu'auteur comique pour Bob Hope. À cette époque il était également le plus jeune professeur de cinéma et de télévision à l'école des arts visuels de New York. Après avoir écrit, produit et réalisé quelques films de cinéma indépendant, il a délaissé le cinéma et fondé en 1994 une boulangerie à San Diego : Bread & Cie.

## Filmographie partielle

### Comme réalisateur
- 1977 : The Secret Dreams of Mona Q
- 1980 : Mother's Day
- 1982 : Ferocious Female Freedom Fighters
- 1985 : When Nature Calls
- 1988 : Jakarta

### Comme scénariste
- 1941 : Une épouse modèle (Model Wife) de Leigh Jason
- 1979 : Squeeze Play
- 1980 : Mother's Day
- 1981 : Waitress!
- 1982 : Ferocious Female Freedom Fighters
- 1985 : When Nature Calls
- 1988 : Jakarta

### Comme producteur
- 1977 : The Secret Dreams of Mona Q
- 1980 : Mother's Day
- 1985 : When Nature Calls